# Guitar Slim
Eddie Jones (10 de dezembro de 1926 — 7 de fevereiro de 1959) mais conhecido como Guitar Slim, foi um guitarrista estadounidense que ficou famoso com a música "The Things That I Used to Do" produzida por Johnny Vincent na Specialty Records. Essa canção está na lista "500 Songs that Shaped Rock and Roll" criada pelo Rock and Roll Hall of Fame. Guitar Slim teve um grande impacto no rock and roll e experimentos com uso de distorções na guitarra uma década antes de Jimi Hendrix.

## Biografia

### Adolescência
Eddie "Guitar Slim" Jones nasceu em Greenwood, Mississippi. Sua mãe morreu quando ele tinha apenas 5 anos, tendo sido criado pela avó enquanto passou a adolescência nos campos de algodão. Passava seu tempo livre em juke joints e começou a se apresentar como cantor e dançarino, e era bom o bastante para ganhar o apelido "Limber Leg." (Perna ágil)

### Carreira musical
Depois de retornar da Segunda Guerra Mundial onde serviu ao exército, começou a se apresentar em clubes na região de Nova Orleans, Louisiana. Descobriu a guitarra através de Willie D. Warren, tendo sido influenciado principalmente por T-Bone Walker e Clarence "Gatemouth" Brown. Por volta de 1950 adotou o nome artístico 'Guitar Slim' e começou a ficar conhecido pelo seu modo selvagem de se apresentar no palco. Vestia ternos coloridos e pintava os cabelos para combinar com as cores das roupas, usava um ajudante que seguia ele pela platéia com um cabo de 100 metros de comprimento entre a guitarra e o amplificador, e às vezes ainda subia nos ombros do ajudante ou até mesmo saia do bar e ia para o meio da rua parar o trânsito.[carece de fontes?]

### Gravações
Suas primeiras sessões de gravação foram em 1951, chegou a ter algum sucesso com a música Feelin' Sad em 1952, a qual teve uma versão gravada por Ray Charles algum tempo depois. Seu maior hit foi "The Things That I Used to Do" de 1953, lançada pela  Specialty Records. Esse hit passou semanas no primeiro lugar das paradas R&B e vendeu mais de um milhão de cópias, tornando-se em pouco tempo um blues standard e também contribuiu para o desenvolvimento da soul music.
Fez trabalhos para algumas gravadoras incluindo Imperial, Bullet, Specialty e ATCO. Suas gravações feitas entre 1954 e 1955 pela Specialty são as de melhor qualidade.

### Morte
Sua carreira decaiu, Guitar Slim se tornou alcóolatra e morreu de pneumonia em Nova Iorque aos 32 anos.  Foi enterrado em um pequeno cemitério em Thibodaux, Louisiana, onde morava Hosea Hill que era seu empresário.

### Influência
Buddy Guy, Albert Collins  e Frank Zappa foram influenciados por Guitar Slim. Assim como Jimi Hendrix, que chegou a gravar uma versão de "The Things That I Used to Do" com Stephen Stills no baixo em 1969. Stevie Ray Vaughan também gravou uma versão da Música.
Um dos filhos de Slim se apresenta como Guitar Slim Jr. na região de Nova Orleans, grande parte de seu repertório é composto pela obra de seu pai.